# Nordebert
Nordebert také Norbert (7. století? — 695) byl v posledních letech 7. století franský majordomus královského paláce v Neustrii.

## Životopis
O jeho životě se dochovalo jen minimum informací sepsaných v Annales Mettenses priores. Nordebert byl stoupencem Pipina II. Prostředního, majordoma královského paláce v Austrasii. Po Pipinově vítězství v bitvě u Tertry v červnu 687 nad franským králem Theuderichem III. a Bercharem, majordomem Neustrie, Pipin převzal moc nad franským královstvím. Majordomem královského paláce v Neustrii jmenoval svého stoupence Nordeberta, jmenování pak potvrdil merovejský král Chlodvík IV. v listině z 28. února 693. Nordebert úřad majordoma v Neustrii zastával až do své smrti v roce 695. Pipin po jeho smrti do úřadu jmenoval svého vlastního syna Grimoalda Mladšího.